# Stoere bloemen
Stoere bloemen is een beeldengroep in Amsterdam-West.
Het is een gezamenlijk werk naar initiatief van kunstenares Marieke Bolhuis; het was haar eerste opdracht voor werk in de openbare ruimte. Zij kreeg opdracht van de gemeente Amsterdam een veldje aan de Erik de Roodestraat op te fleuren met een artistiek kunstwerk. Zij pleegde overleg met buurtbewoners en schoolkinderen van De Springplank. Het leverde drie ontwerpen op waaronder die voor een pony, maar daar zagen de kinderen niet zoveel in. Workshops en buurtverhalen leverden materiaal op voor deze drie beelden. Het zijn geabstraheerde kinderlichamen, weergegeven in de vorm van bloemen in de knop. Dat laatste verwijst naar de schoolkinderen, die nog vanuit de kleurrijke knoppen moeten rijpen. Anderszins zijn de beelden een weerspiegeling van de kleurrijke bewoners (en hun verhalen) van de buurt.
De beeldengroep is het resultaat van enkele gesneuvelde kunstprojecten in stadsdelen Amsterdam-West en Amsterdam Nieuw-West, gezamenlijke titel Muren van West. Hierbij werden blinde muren van oude en nieuwe gebouwen voorzien van muurschilderingen. Een aantal verenigingen van eigenaren gaf geen toestemming en zo ontstond een potje, van waaruit dit kunstwerk kon worden betaald. 
Bolhuis was rond die tijd al bezig met kunst in een combinatie mens en natuur, zoals een centaurvrouw voor Haarlem. Ze werd als kunstschilderes opgeleid aan de Rijksakademie van beeldende kunsten in Amsterdam; haar beelden zijn opmerkelijk kleurrijk geschilderd. De Amsterdamkalender 2024 wijst er nog op dat deze stoere bloemen in een buurt staan, waarvan de straatnamen verwijzen naar “stoere” ontdekkingsreizigers, zoals Erik de Rode en Robert Scott. De bloemenpartij staat in een grasveld voor de Sint-Josephkerk.